# Držina
Držina (izvirno srbsko Држина) je naselje v Srbiji, ki upravno spada pod Občino Pirot; slednja pa je del Pirotskega upravnega okraja.

## Demografija
V naselj živi 399 polnoletnih prebivalcev, pri čemer je njihova povprečna starost 46,3 let (44,4 pri moških in 48,3 pri ženskah). Naselje ima 179 gospodinjstev, pri čemer je povprečno število članov na gospodinjstvo 2,64.
To naselje je popolnoma srbsko (glede na rezultate popisa iz leta 2002), a v času zadnjih treh popisov je opazno zmanjšanje števila prebivalcev.
|  |

| Demografija | Demografija     | Demografija     |
| Leto        | Št. prebivalcev | Št. prebivalcev |
| ----------- | --------------- | --------------- |
|             |                 |                 |
|             |                 |                 |
|             |                 |                 |
|             |                 |                 |
| 1948        | 1168            |                 |
| 1953        | 1151            |                 |
| 1961        | 975             |                 |
| 1971        | 850             |                 |
| 1981        | 679             |                 |
| 1991        | 593             | 592             |
| 2002        | 472             | 472             |
|             |                 |                 |

| Etnična sestava po popisu iz leta 2002 | Etnična sestava po popisu iz leta 2002 | Etnična sestava po popisu iz leta 2002 | Etnična sestava po popisu iz leta 2002 | Etnična sestava po popisu iz leta 2002 |
| -------------------------------------- | -------------------------------------- | -------------------------------------- | -------------------------------------- | -------------------------------------- |
| Srbi                                   | Srbi                                   |                                        | 472                                    | 100,0%                                 |
| Neznano                                | Neznano                                |                                        | 0                                      | 0,0%                                   |